# 文車
文車（ふぐるま）とは、文書や書籍などを収載して牛や人力で運搬するための車両のこと。移動可能な文庫としての機能を有しており、中世日本の公家社会において広く用いられていた。車倉とも呼ばれる。

## 歴史

### 中世の公家社会における文車の発生
中世の公家社会で重要視されたのは、それぞれの家に代々伝わる公事や儀式の記録が記された日記（家記）などの古文書からなる文書や書籍類からなる蔵書であった。こうした蔵書・文書はそれぞれの邸宅などに設けられていた文庫などに保管されていたが、時代が降り当主の代数を重ねるとともに蔵書・文書は蓄積されていき、こうした文庫に収まりきれない物も出てくるようになった。そのため、車の中に蔵書・文書をしまったまま邸内に着けることでこれを補おうとしたのが文車である。文車の構造については不明な点もあるが、治承の政変で配流された関白松殿基房が没官された財産の中に「文車七両、櫃百余合」が含まれており（『山槐記』治承3年12月5日条）、文車の中に蔵書・文書を納めた櫃が1輛あたり10合前後入っていたと考えられている。中世における譲状の中には文車を中の蔵書・文書ごと相続財産として記述しているものも少なくなかった。

### 文車と文庫
ここで注意しなければならないのは、文車に納められた蔵書・文書と文庫に残された蔵書・文書の違いである。文車に納められた蔵書・文書は日常の公事や儀式で用いられる可能性が高いものが中心であった。例えば、日記や儀式書などの写本などがそれにあたる。院政期に入ると、天皇や治天の君の御所がたびたび移動し、その度に摂関以下の有力公卿や側近たちは御所の近辺に邸宅を移転したり借り受ける必要が生じた。また、郊外の白河・鳥羽など平安京の外縁にまで活動範囲が拡大した。そのため、公家の中には平安京内の本宅などにあった文庫から必要な蔵書・文書を取り出すよりも日常の公事や儀式に必要になる蔵書・文書を予め取り出しておき、邸宅の移転や急な召集などに対応するために車両に積んだのが文車であったと考えられている。これに対して破損が懸念される貴重な蔵書・文書の原本や反対に緊急に用いられることの少ないものは引き続き文庫に保管されたと考えられている。摂政藤原忠実が白河法皇に新しい車倉（文車）を献上し、その使用開始の儀式の際に最初に納めたのが、忠実が属する御堂流摂関家を築いた藤原道長の日記『御堂関白記』の写本であったことが、文車と日常の公務とのつながりを示していると考えられている（『殿暦』天永3年11月10日・永久元年6月7日両条）。

### 「防災機能」について
文車の背景として火災などからの災害から蔵書・文書を守るという点が挙げられることがある。ただし、文車に特殊な防災機能が付与されていた訳ではない。災害が発生した場合、文車を外部に搬出して避難させることになるが、その時に普段邸宅に着けたままの状態にしていた文車が破損して動かせない場合や文車を牽引するために必要な牛や人間が確保できなければ退避もままならなかった。安元の大火の際には源雅頼が持っていた6輛の文車を避難させようとしたところ、うち3輛の車輪が破損して役に立たず、その3輛は文庫とともに焼失したことが雅頼の友人であった九条兼実の日記『玉葉』安元3年4月29日条に記されている。また、実際に文車を搬出出来たとしても所蔵されている蔵書・文書が持つ紙の重さでは移動速度は限定されていた。このため、隣近所の範囲の火災では文車による避難は有効であったが、大規模な火災や戦乱では避難が間に合わず、あるいは避難先にも被害が及んで文車ごと失われてしまう場合もあった。

### 室町時代における文車の衰退
室町時代に入ると、文車は衰退していくようになる。その原因の1つとしては公家政権の政治機能及び宮中儀礼が衰微・形骸化したことにより、武家政権の時代に入っても公家政権の内部において続けられてきた時代に応じた公事・儀式の変遷や諸家間における有職故実を巡る意見対立が生じる余地が失われたことにある。その結果、先例の蓄積を必要とした時代が終わり、「有職故実の固定化」が進んだために公事・儀式の典拠となる新規の文書の発生・蓄積が緩やかとなり、既存の蔵書・文書の中でも実際に用いられるものが限定的になってきたため、新規の文車の必要性が無くなったことである（これは「日記の家」と呼ばれた公家の家における日記の衰微・変質とも対応する）。更に公家の経済的基盤の喪失によって蔵書・文書や文車の増加・維持を図るための経済的余裕が失われたこと、土倉などの成立によって文庫・文車の代替機能を委託することが可能になったこともあり、公家が大量の蔵書・文書を自前で維持する必要性あるいはその余裕が失われていった。そして、何よりも致命的であったのは、京都で発生した応仁の乱とその後も引き続いて発生した火災・盗難・一揆などによる被害が京都中心部のみならず、公家達が蔵書・文書を退避させた郊外（大原・鞍馬・嵯峨・宇治）などにも被害が及ぶようになり、多くの蔵書・文書が失われていったことである。
文車自体が持つ移動・防災両面における弱点に加えて、14・15世紀における公事・儀式の衰退とこれに伴う有職故実の固定化・限定化、公家社会の経済的な衰退によって大量の蔵書・文書を保存・維持・管理を行う公家の持っていた機能が失われ、応仁の乱とそれに続く社会的混乱が文車に納めるべき蔵書・文書類の多くを喪失させたことによって文車もまた姿を消すことになった。